# Биверхилл
Биверхилл (англ. Beaverhill Lake ) — Бобровый холм — высохшее озеро в центральной части провинции Альберта (Канада). Расположено в 70 километрах юго-восточнее города Эдмонтона. Общая площадь — 139 км², глубина до 2,3 метров. Бассейн реки Норт-Саскачеван. Национальный парк Элк-Айленд расположен примерно в 15 километрах на северо-запад от озера. Биверхилл — одно из важнейших мест для птиц на территории Альберты, так как озеро находится на маршруте миграции береговых и водоплавающих птиц на их пути в Арктику и обратно. Каждый год в мае и сентябре тысячи птиц становятся хозяевами на этом озере, большинство из них улетает дальше, но многие остаются на гнездование и проводят на озере всё лето.
Название озера — перевод с языка кри индейского слова амиск-ва-чи-сакхахиган. Озеро впервые появилось на карте Томпсона в 1814 году. Ближайший населённый пункт — город Тофилд, расположенный в 4 километрах юго-западнее озера.